# Lucilia calviceps
Lucilia calviceps är en tvåvingeart som beskrevs av Mario Bezzi 1927. Lucilia calviceps ingår i släktet Lucilia och familjen spyflugor. Inga underarter finns listade i Catalogue of Life.